# Togo az 1992. évi nyári olimpiai játékokon
Togo a spanyolországi Barcelonában megrendezett 1992. évi nyári olimpiai játékok egyik részt vevő nemzete volt. Az országot az olimpián 2 sportágban 6 sportoló képviselte, akik érmet nem szereztek.

## Atlétika
Férfi
| Versenyző                                                            | Versenyszám     | Előfutam | Előfutam | Előfutam | Negyeddöntő | Negyeddöntő | Negyeddöntő | Elődöntő | Elődöntő | Elődöntő | Döntő   | Döntő    |
| Versenyző                                                            | Versenyszám     | Idő      | Hely.    | Össz.    | Idő         | Hely.       | Össz.       | Idő      | Hely.    | Össz.    | Idő     | Helyezés |
| -------------------------------------------------------------------- | --------------- | -------- | -------- | -------- | ----------- | ----------- | ----------- | -------- | -------- | -------- | ------- | -------- |
| Boeviyoulou Lawson                                                   | 100 m           | 10,69    | 4.       | 38.      | kiesett     | kiesett     | kiesett     | kiesett  | kiesett  | kiesett  | kiesett | kiesett  |
| Boeviyoulou Lawson                                                   | 200 m           | 21,05    | 3.       | 23.      | 21,47       | 8.          | 37.         | kiesett  | kiesett  | kiesett  | kiesett | kiesett  |
| Kossi Akoto                                                          | 400 m           | 46,97    | 6.       | 41.      | kiesett     | kiesett     | kiesett     | kiesett  | kiesett  | kiesett  | kiesett | kiesett  |
| Kouame Aholou Boeviyoulou Lawson Koukou Franck Amégnigan Kossi Akoto | 4 × 100 m váltó | 39,77    | 5.       | 10.      |             |             |             | 39,84    | 7.       | 13.      | kiesett | kiesett  |

## Kerékpározás

### Országúti kerékpározás
Férfi
| Versenyző    | Versenyszám   | Idő           | Helyezés      |
| ------------ | ------------- | ------------- | ------------- |
| Koku Ahiaku  | Mezőnyverseny | nem ért célba | nem ért célba |
| Komi Moreira | Mezőnyverseny | nem ért célba | nem ért célba |